# 디오니시오스 솔로모스

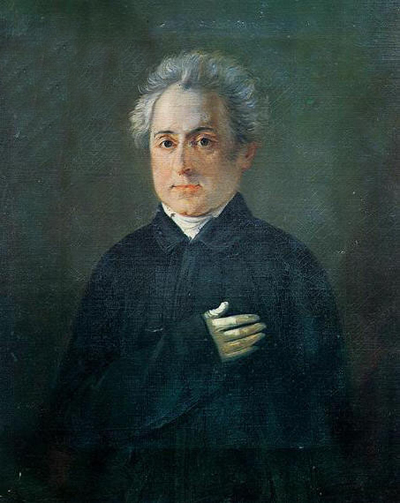
디오니시오스 솔로모스

디오니시오스 솔로모스(그리스어: Διονύσιος Σολωμός, 1798년 4월 8일 ~ 1857년 2월 9일)는 그리스의 시인이다. 그리스와 키프로스의 국가인 《자유의 찬가》를 작사한 시인이기도 하다.

## 생애
디오니시오스 솔로모스는 1798년 4월 8일에 이오니아 제도 자킨토스섬에 위치한 자킨토스에서 태어났으며 소년 시절에는 이탈리아에서 교육을 받았다.
1815년부터 1817년까지 이탈리아 파비아 대학교에서 법학을 전공했고 1818년에 자킨토스로 귀환했다. 솔로모스는 대학교 재학 시절에 이탈리아 문학의 영향을 받았기 때문에 문학 활동 초반에는 이탈리아어로 된 시 작품을 발표했다. 솔로모스가 쓴 이탈리아어 시 작품으로는 《첫 미사의 송가》(Ode per la prima messa), 《예루살렘의 파괴》(La distruzione di Gerusalemme) 등이 있다.
1822년에 자킨토스에서 그리스의 정치인, 외교관, 작가였던 스피리돈 트리쿠피스(Spyridon Trikoupis)를 만난 이후부터 민중 그리스어로 된 시를 쓰게 된다. 1823년 5월에는 그리스 독립 전쟁에서 영감을 얻은 시 작품인 《자유의 찬가》(Ymnos is tin Eleftherian)를 발표했다. 이 시는 1824년에 오스만 제국의 지배를 받고 있던 메솔롱기에서 처음 출간되었고 1825년에는 프랑스어로 번역되어 출간되었다. 이를 계기로 솔로모스는 그리스와 해외에서 명성을 떨치게 된다.
1822년부터 1825년까지 산문 작품 《대화》(O Dialogos)를 집필했고 1826년부터 1829년까지 산문 작품 《자킨토스의 여인》(I Gynaika tis Zakynthos)을 집필했다. 1824년에는 그리스 독립 전쟁에 참전한 영국의 시인인 조지 고든 바이런을 추모하는 시 작품 《바이런 경의 죽음을 애도하는 노래》(Odi eis to thanato tou Lordou Byron)를 발표했다. 1825년부터는 케르키라섬(코르푸섬)에 거주하면서 여러 예술가들과의 교류를 가졌다.
1826년에는 미완성 낭만 시 작품 《람브로스》(Lambros)를 집필했고 1833년에는 서사시 《크레타 사람들》(O Kritikos)을 발표했다. 1845년에는 오스만 제국 군대에 포위된 메솔롱기에서 일어난 그리스인들의 저항을 소재로 한 서사시 《포위당한 자유인》(Eleftheroi Poliorkimenoi)을 발표했다. 1849년에는 미완성 시 작품 《고래》(O Porfyras)를 발표했다.
1847년 이후부터는 이탈리아어로 된 시 작품을 다시 쓰기 시작했다. 1857년 2월 9일에 케르키라섬에서 뇌졸중으로 인해 사망했으며 1865년 9월 8일에는 솔로모스의 유해가 자킨토스로 이장되었다.